# Geobios
Geobios is een internationaal, aan collegiale toetsing onderworpen wetenschappelijk tijdschrift op het gebied van de paleontologie. Het wordt uitgegeven door Elsevier en verschijnt tweemaandelijks. Het eerste nummer verscheen in 1968.